# Mipiran
Mipiran is een bestuurslaag in het regentschap Purbalingga van de provincie Midden-Java, Indonesië. Mipiran telt 2875 inwoners (volkstelling 2010).